# Milton Miranda
Milton Miranda (Belo Horizonte, ) foi um produtor musical e diretor artístico brasileiro, famoso por ter dirigido a gravadora Odeon de 1964 - quando substituiu Ismael Corrêa - até a sua aposentadoria em 1978. Começou a carreira como assessor do setor de arte da gravadora, em 1961, e foi galgando postos até atingir o cargo máximo. Neste período, produziu praticamente todos os lançamentos dos selos comandados pela multinacional inglesa no Brasil, como Wilson Simonal, Elza Soares, Milton Banana Trio, Marcos Valle, Pery Ribeiro, Tito Madi, Eduardo Araújo, Clara Nunes, Golden Boys, The Fevers, Maria Bethânia, Raulzito e os Panteras, Mário Reis, Tony Tornado, Cláudya, Egberto Gismonti, Milton Nascimento, Lô Borges, Paulinho da Viola e João Donato.